# Yahor Sharamkou
Yahor Sharamkou (né le 4 mars 1999 à Moguilev) est un gymnaste biélorusse.

## Carrière
Yahor Sharamkou est médaillé d'or au saut de cheval au Festival olympique de la jeunesse européenne 2015 à Tbilissi et médaillé d'argent au saut de cheval à l'Universiade d'été de 2019 à Naples.
Il est médaillé d'argent au saut de cheval et médaillé de bronze au sol aux Championnats d'Europe de gymnastique artistique masculine 2020 à Mersin.